# Adolf von Jordans
Adolf von Jordans (29 de abril de 1892 – 23 de mayo de 1974) fue un ornitólogo alemán destacado por su estudio de la avifauna de las islas Baleares. Fue catedrático universitario y dirigió durante muchos años el Museo Koenig de Bonn.

## Biografía
Nació en el seno de una familia de origen renano, hijo de Karl Ferdinand von Jordans (1854–1897) y Paula von Zuydtwyck. Su abuelo, Karl Theodor von Jordans, había sido nombrado caballero en 1842. Su maestro de ornitólogía y mentor fue Otto Kleinschmidt. En 1912 conoció a Alexander Koenig, para el que trabajaría posteriormente, colaborando desde 1921 en la creación de su museo ornitológico privado de Bonn en calidad de comisario y director adjunto. Tras la muerte de Alexander Koening, Jordans se hizo cargo de la gestión de esta colección privada. De 1947 a 1957 fue el director del museo. En 1951 fue nombrado catedrático.

## Contribuciones científicas
Durante décadas su trabajo académico consistió en estudiar las variaciones geográficas de las especies, en particular de la avifauna de la región mediterránea.
Jordans fue el autor de más de 40 artículos publicados en revistas científicas entre 1913-1970. En 1914 Von Jordans publicó su téxis doctoral y obra principal, Die Vogelfauna Mallorcas mit Berucksichtigung Menorcas und der Pityusen (La avifauna de Mallorca en relación con las de Menorca y las Pitiusas), y entre sus artículos destacan dos publicados en la revista Falco, titulados Vorläufige kurze Beschreibung neuer Formen von den Balearen (Breve descripción preliminar de las nuevas formas de las Baleares) de 1913 y Neue Vogelrassen von den Balearen (Nuevas razas de aves de las Baleares) en 1923.
Describió varios taxones, como la subespecie witherbyi del escribano palustre, la subespecie balearica del pinzón vulgar, la subespecie mallorcae del autillo, la subespecie balearoibericus del gorrión, además de la subespecie styriacus del grévol junto a Guido Schiebel. La curruca balear (Sylvia balearica), que describió en 1913 como subespecie de la curruca sarda, fue elevada al rango de especie en 2001.

## Abreviatura (zoología)
La abreviatura Jordans  se emplea para indicar a Adolf von Jordans como autoridad en la descripción y taxonomía en zoología.